# Rita Maiburg
Rita Maiburg (23 de junio de 1952 - 9 de septiembre de 1977) fue una piloto de aerolínea alemana. Fue la primera mujer del mundo en convertirse en capitana de un avión comercial de pasajeros.

## Vida
Maiburg, nacida en Bonn en 1952, fue la mayor de los cuatro hijos de los arquitectos Alois y Gertrud Maiburg. Hizo primaria y el instituto en Bonn, graduándose en 1968. Comenzó a aprender a volar en 1967, y dos años más tarde obtuvo su licencia privada de piloto en la escuela de vuelo de Renania del Norte-Westfalia en Bonn-Hangelar. Tomó un trabajo en el Instituto Federal de Control de Tráfico Aéreo en Bonn y mandó una solicitud a la aerolínea alemana Lufthansa para una posición en su programa de formación de pilotos. La aerolínea rechazó su aplicación porque no contrataba mujeres como pilotos. En 1974 Maiburg demandó tanto a la aerolínea como al Estado (por ser el accionista principal de la aerolínea), alegando que se trataba de una discriminación injusta. Perdió ambas demandas. No obstante, fue contratada por una aerolínea regional más pequeña, Deutsche Luftverkehrsgesellschaft (DLT), como copiloto. Poco después fue ascendida a capitana, y se convirtió en la primera mujer capitana de una aerolínea comercial de pasajeros.
En 1977 Maiburg estuvo implicada en un accidente automovilístico y murió debido a sus lesiones. Tenía 25 años.
Una calle en un antiguo aeródromo en Cologne, Alemania, lleva su nombre en su honor. En 2015, Georg von Toyberg Editores publicó una biografía de Maiburg escrita por Eva Maria Bader.